# Chiesa del Carmine (Sillano)
La chiesa del Carmine è un edificio sacro che si trova a Sillano.
La chiesa fu eretta intorno al 1580, ampliando, come richiesto dalla Comunità di Sillano al vescovo di Luni, un precedente oratorio assai venerato, che si trovava in località "Al mercato", così denominata per la fiera di merci e bestiame che vi si svolgeva. Alla fine del XVI secolo l'edificio fu prolungato, e vi furono ricavati la sacrestia e un ospizio. L'edificio attuale conserva pressoché integre le strutture originali: stipiti e architravi in pietra arenaria, pavimento in pietra, travatura a capriata con sagome di animali, altare in gesso.